# Benzingia estradae
Benzingia estradae là một loài thực vật có hoa trong họ Lan. Loài này được (Dodson) Dodson mô tả khoa học đầu tiên năm 2010.

## Hình ảnh

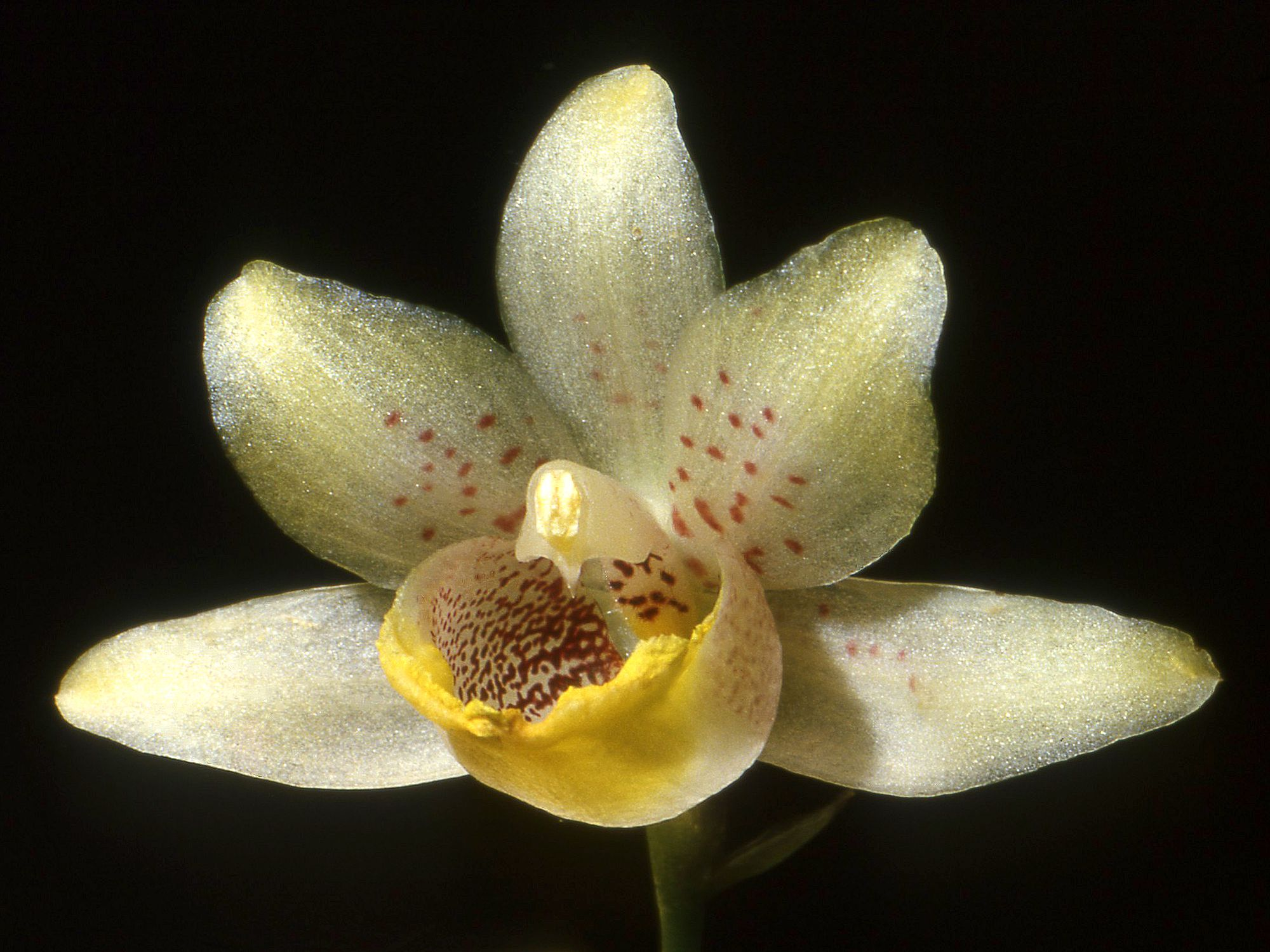